# Paul-Laurent Bion
Pour les articles homonymes, voir Bion.
Paul-Laurent Bion, né le 20 mai 1845 à Paris, ville où il est mort le 26 janvier 1897, est un sculpteur français.

## Biographie
Paul-Laurent Bion, fils du sculpteur Louis-Eugène Bion, est né à Paris au 25, rue Cassette le 20 mai 1845. Il fut élève de François Jouffroy, d'Hubert Ponscarme et de Jules-Élie Delaunay et exposa pour la première fois en 1875. Il obtint une mention honorable, en 1880, avec une statue en plâtre représentant Hylas qui fut acquise par l'État. Il mourut le 26 janvier 1897 en son domicile au no 7, Rue Rousselet dans le 7e arrondissement de Paris, après être resté longtemps éloigné du Salon. Il est inhumé au Cimetière du Montparnasse (1re division).

## Œuvres
- Mercure. Médaille en bronze pour la Chambre de commerce de Paris. Salon de 1875 (n° 3448).
- Jeune mendiant. Statue en plâtre. Salon de 1877 (n° 3598).
- Hylas. Statue en plâtre. Salon de 1880 (no 6106). Cette statue fut acquise par l'État, moyennant 1 500 francs, par arrêté du 23 juin 1880.
- La bonne nouvelle. Statue en plâtre. Salon de 1881 (n° 3630).
- Le petit Capet. Statue en plâtre. Salon de 1882 (n° 4117).